# Silvanus ruficorpus
Silvanus ruficorpus is een keversoort uit de familie spitshalskevers (Silvanidae). De wetenschappelijke naam van de soort werd in 1977 gepubliceerd door Pal & Sen Gupta.